# دنیس وایدنر
دنیس وایدنر (انگلیسی: Dennis Waidner؛ زادهٔ ۸ فوریهٔ ۲۰۰۱) بازیکن فوتبال اهل آلمان است.
از باشگاه‌هایی که در آن بازی کرده‌است می‌توان به باشگاه فوتبال بایرن مونیخ اشاره کرد.